# Tortora
Tortora é uma comuna italiana da região da Calábria, província de Cosenza, com cerca de 5.808 habitantes. Estende-se por uma área de 57 km², tendo uma densidade populacional de 102 hab/km². Faz divisa com Aieta, Laino Borgo, Lauria (PZ), Maratea (PZ), Praia a Mare, Trecchina (PZ).

## Demografia
| Variação demográfica do município entre 1861 e 2011                               |
|                                                                                   |
| Fonte: Istituto Nazionale di Statistica (ISTAT) - Elaboração gráfica da Wikipedia |